# Blow Sum Smoke
Blow Sum Smoke er en dansk eksperimentalfilm fra 2015 instrueret af Troels Rasmus Jensen.

## Handling
Et tåget hiphop eventyr optaget på en tømmerflåde omkring det nordlige Californien.